# Estação de Savigny-sur-Orge
A Estação de Savigny-sur-Orge é uma estação ferroviária francesa das linhas de Paris-Austerlitz a Bordeaux-Saint-Jean e da Grande Ceinture. Ela está localizada no território da comuna de Savigny-sur-Orge, no departamento de Essonne na região da Île-de-France. Tem dois acessos, da Place de la Gare a oeste dos trilhos e da Place Davout a leste.
Ela foi inaugurada em 1844 pela Compagnie du chemin de fer de Paris à Orléans (PO).
É uma estação da Société nationale des chemins de fer français (SNCF) servida pelos trens da linha C da Rede Expressa Regional da Île-de-France (RER).

## Situação ferroviária
Estabelecida a 46 metros de altitude, a estação de bifurcação de Savigny-sur-Orge está localizada no ponto quilométrico (PK) 21,793 da linha de Paris-Austerlitz a Bordeaux-Saint-Jean, entre as estações de Juvisy e Épinay-sur-Orge, bem como no PK 94,665 da linha da Grande Ceinture, entre as estações de Juvisy e Petit Vaux.
No cruzamento da estação, a linha possui quatro trilhos, os dois trilhos laterais têm plataformas de serviço e os dois trilhos centrais são reservados para trens diretos.

## História

### Primeira estação
Em 5 de maio de 1843, a Compagnie du chemin de fer de Paris a Orléans (PO), abriu à operação os 102 quilômetros de Juvisy a Orleans de sua linha de Paris a Orleans que atravessa o território da comuna. Não existia então nenhuma estação em Savigny, a empresa não tendo considerado útil estabelecer uma.

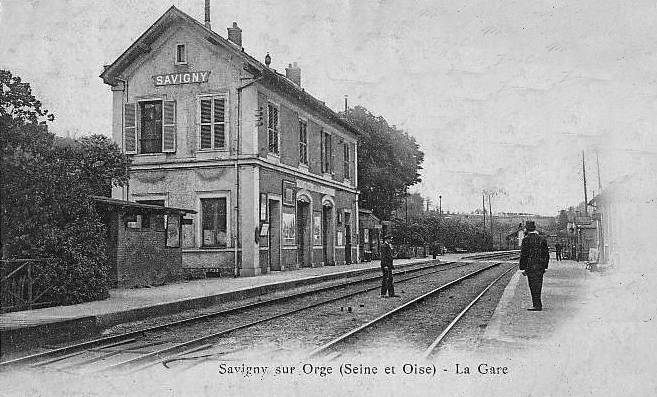
Primeira construção sólida da estação Savigny (por volta de 1900).

A comuna, em conflito com a empresa em muitos pontos a respeito dos incômodos trazidos pelas obras de construção da linha, é apoiado pela proprietária do castelo da comuna, a viúva do Marechal Davout, que usará seus parentes e propor a área de terreno necessária para obter o serviço da comuna. O pedido é aceito pela empresa que abre uma estação temporária em 5 de maio de 1844.. Isso permite o atendimento em dois trens, um pela manhã e outro à noite
Em 1844, a estação era suficientemente frequentada para que a comuna solicitasse a mudança da estação de correios e a abertura de um serviço de despacho pela empresa, o que aumentou o seu serviço em mais uma escala. A frequência continuou a progredir a empresa fazer uma estação final em 1 de janeiro de 1847 Esta decisão permite a construção de um edifício permanente para passageiros.
Em 1858, a estação atendia a uma vila de 939 habitantes. Dez anos depois, em 1868, a vila servida pela "estação Savigny" tinha 1 260 habitantes.
Em 1 de maio de 1883, o tráfego na linha da Grande Ceinture abre para os viajantes na seção de Versailles-Chantiers a Savigny-sur-Orge. Em 1888, Savigny também se tornou uma estação de carga equipada com novas instalações. Estando a linha de duas pistas saturada, sua duplicação para quatro pistas foi estudada em 1900.

### Segunda estação
As obras de duplicação das linhas da linha começaram em 1903 no território da comuna. Esta ampliação da faixa de domínio da ferrovia exigiu grandes canteiros de obras: remoção da passagem de nível da rue de la Gare substituída por um túnel sob os trilhos e demolição do antigo edifício.

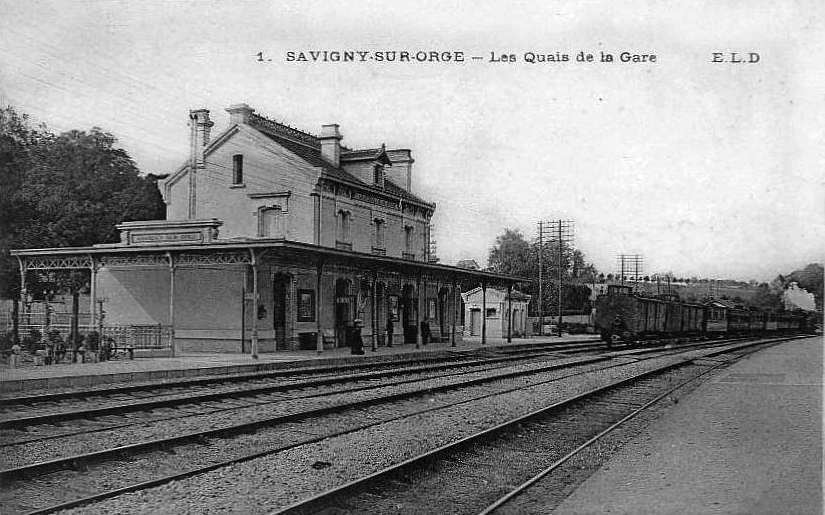
Por volta de 1910, a nova estação entrou em serviço em 1904 e a duplicação das vias foi aberta em 1908.

Nesse mesmo ano, a empresa encomendou à empresa Louis-Cordier a execução da casca em concreto armado de um edifício ao estilo dos restantes edifícios da linha, com corpo central, com três aberturas e um piso, emoldurado por duas pequenas alas, no seu prolongamento, apenas com um rés do chão e uma açoteia. Possui um elemento típico dessas construções, um friso de mosaico; localizado sob os telhados, envolve todo o edifício com a inscrição " Chemin de fer d'Orléans " em frente. Foi inaugurado em 1904 e a duplicação dos trilhos foi colocada em serviço em 1908 entre Juvisy e Brétigny, como uma extensão do que foi feito entre Paris e Juvisy em 1904.
Em 23 de maio de 1919, a estação foi frequentada por muitos viajantes que vêm de Paris para assistir à inauguração do Aeródromo de Port-Aviation. Até o seu encerramento, em 1919, as reuniões atrairão regularmente uma multidão que só pode passar de comboio pelas estações de Savigny e Juvisy.

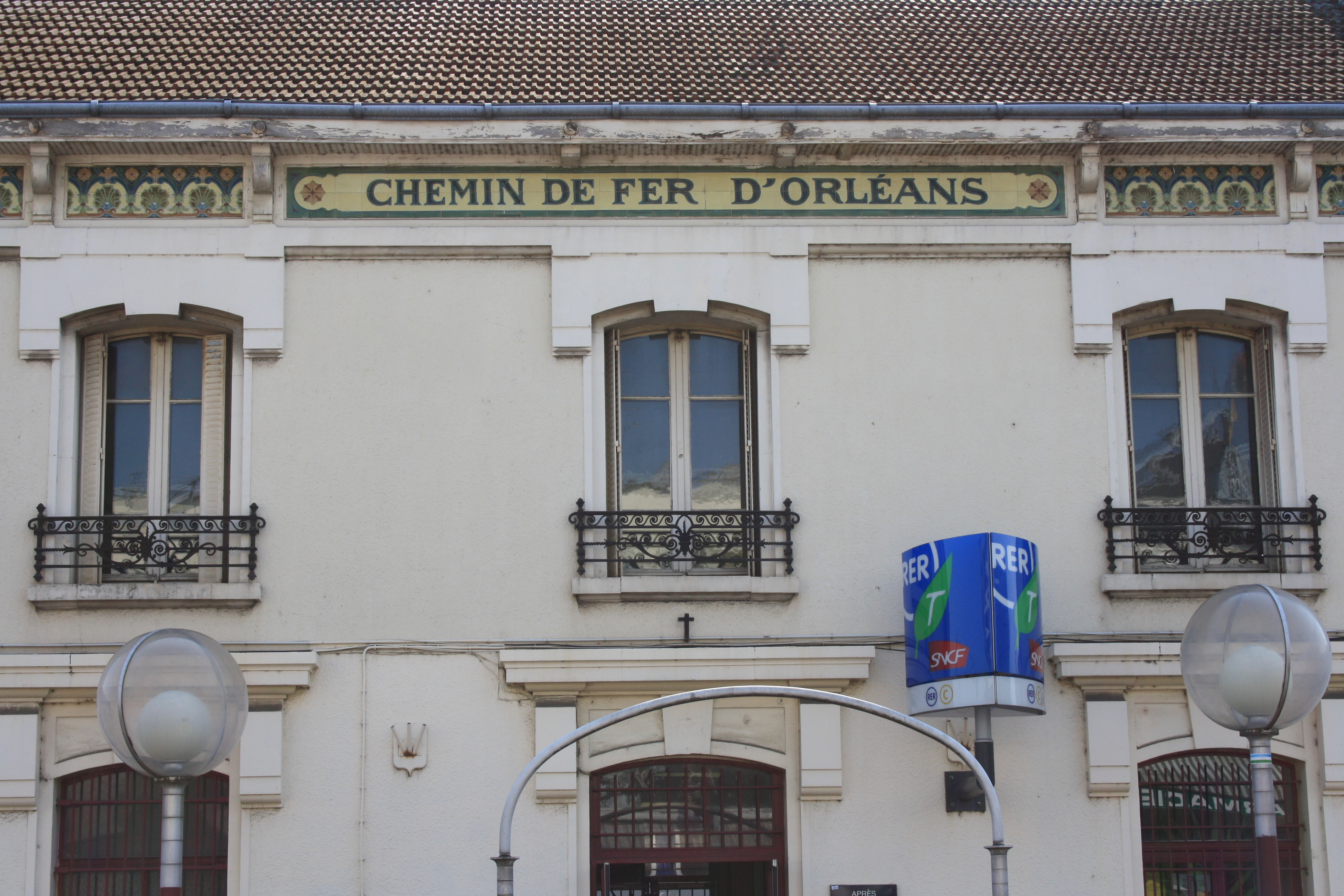
Detalhe da fachada e inscrição em mosaico.

A frequência da estação não diminuirá porque a partir de 1930 muitos operários parisienses passarão a morar nas pequenas casas construídas nos loteamentos que substituem o bosque e o campo. Com o tempo, a vila se torna uma cidade nos subúrbios parisienses que vê seus habitantes todos os dias, em grande parte, pegam o trem pela manhã para chegar aos locais de trabalho em Paris e voltam para suas casas à noite. A comuna será, muito regularmente, o porta-voz dos utilizadores, intervindo junto da Compagnie du PO e, a partir de 1938, junto da Companhia Nacional das Estradas-de-Ferro Franceses (SNCF) para questões de horários, assinaturas e condições de transporte. Em 1952, seis trens diários em cada direção possibilitavam ir a Paris pela manhã e retornar à noite.
Em 15 mai 1939, o tráfego de passageiros termina na seção norte do Grande Ceinture entre Versalhes-Chantiers e Juvisy. Por outro lado, permanece no trecho sul, entre Juvisy e Versalhes via Massy-Palaiseau. A estação Savigny-sur-Orge, portanto, permanece aberta aos viajantes na Grande Ceinture.
O estacionamento da estação foi criado em 1963; o estacionamento subterrâneo com 600 lugares, em três andares, foi colocado em serviço em 1976 pelo Syndicat des Transports Parisiens. A Place de la Gare foi reformada em 1984.
Na década de 2000, o serviço para a estação era de cerca de um trem a cada 15 minutos com quase 200 serviços por dia  . Em 2011, 12 410 passageiros tomaram o trem nesta estação todos os dias úteis da semana. Em 2012, foram registrados 11 866 entrantes por dia.
Por fim, segundo estimativas da SNCF, a frequência anual da estação era de 6 409 800 passageiros em 2014 e 2015 e 5 129 458 passageiros em 2016.

## Serviço aos passageiros

### Recepção
Estação SNCF da rede de trens suburbanos Transilien, inclui um edifício de passageiros, com bilheteira, aberto todos os dias. Os bilhetes grandes linhas não são vendidos na bilheteria aos domingos e feriados. É equipada com autômatos para a compra de passagens Transilien e das grandes linhas, e um sistema de informação em tempo real sobre os horários dos trens. É uma estação com algumas facilidades para pessoas com mobilidade reduzida, nomeadamente, circuitos magnéticos. Possui ainda uma banca de jornais Relay aberta apenas no período da manhã, de segunda a sábado.
Um subsolo permite o cruzamento dos trilhos e a passagem de uma plataforma a outra.

### Ligação
Savigny-sur-Orge é servida pelos trens da linha C do RER.
Fora dos horários de pico, os trens vão de ou para Dourdan e Dourdan-la-Forêt (por um lado) e Étampes (por outro), com um trem a cada 30 minutos por ramal. Esses trens permitem uma viagem direta a Paris além da estação Juvisy. A estação também se beneficia do serviço de trens de e para Versalhes-Chantiers, também na mesma freqüência. Esses trens são diretos para Paris assim que você passar pela estação Choisy-le-Roi.
Durante o horário de pico, desde 15 de dezembro de 2019, os trens de e para Pontoise fornecem um serviço à razão de um trem a cada 15 minutos por missão. Esses trens são diretos para Paris, além de Juvisy. Trens de e para Versailles-Chantiers também servem a estação na mesma frequência. Esses trens não servem Les Ardoines ou Ivry-sur-Seine.

### Intermodalidade
Um parque para bicicletas e parques de estacionamento (gratuito e pago) para veículos estão aí instalados.
A estação é servida pelas linhas DM21A, DM21B, DM21S e DM22 da sociedade de transporte Keolis Meyer, pelas linhas 292, 385 e 492 da rede de ônibus RATP e, à noite, pela linha N131 da rede Noctilien.

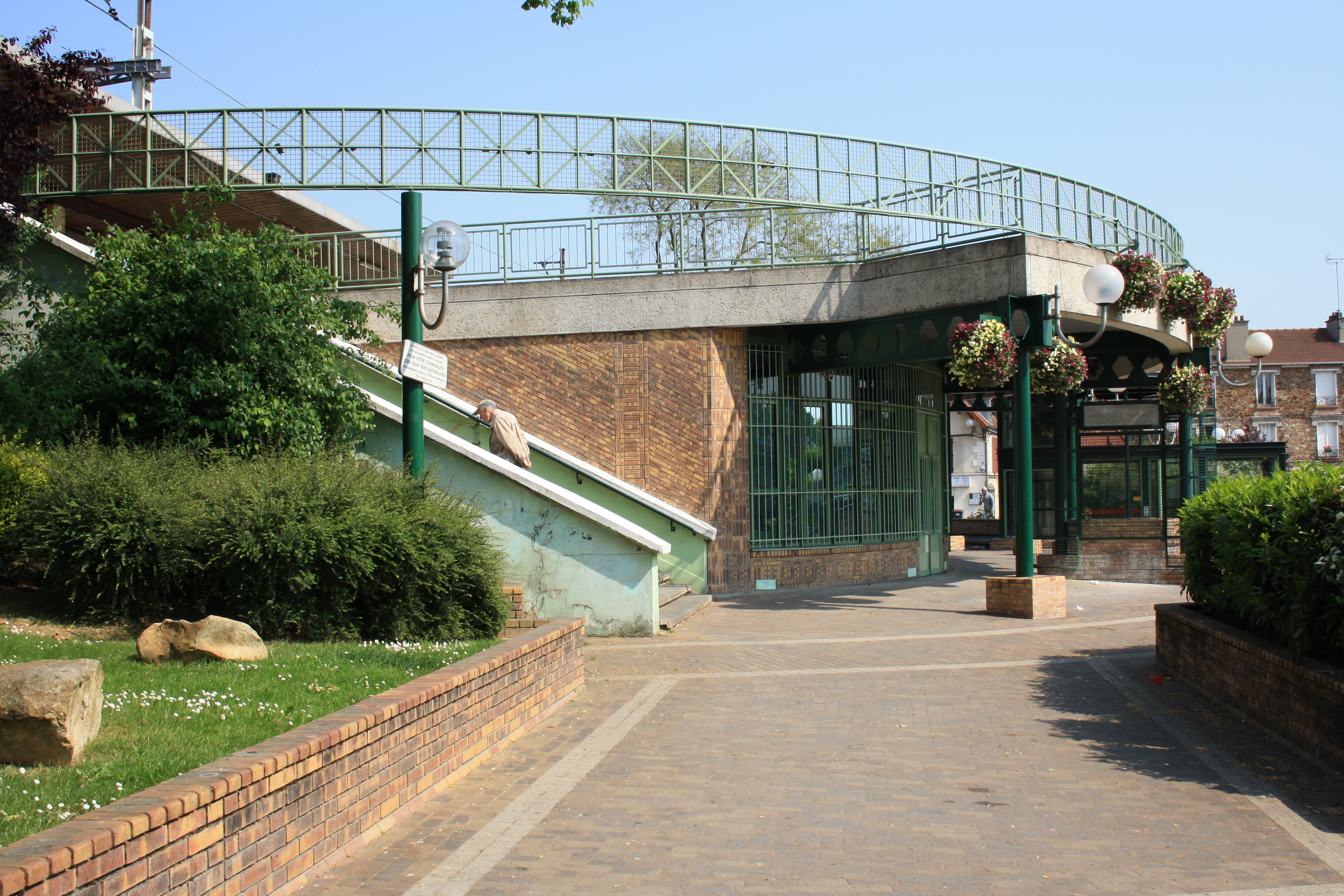
Acesso ao local Davout.
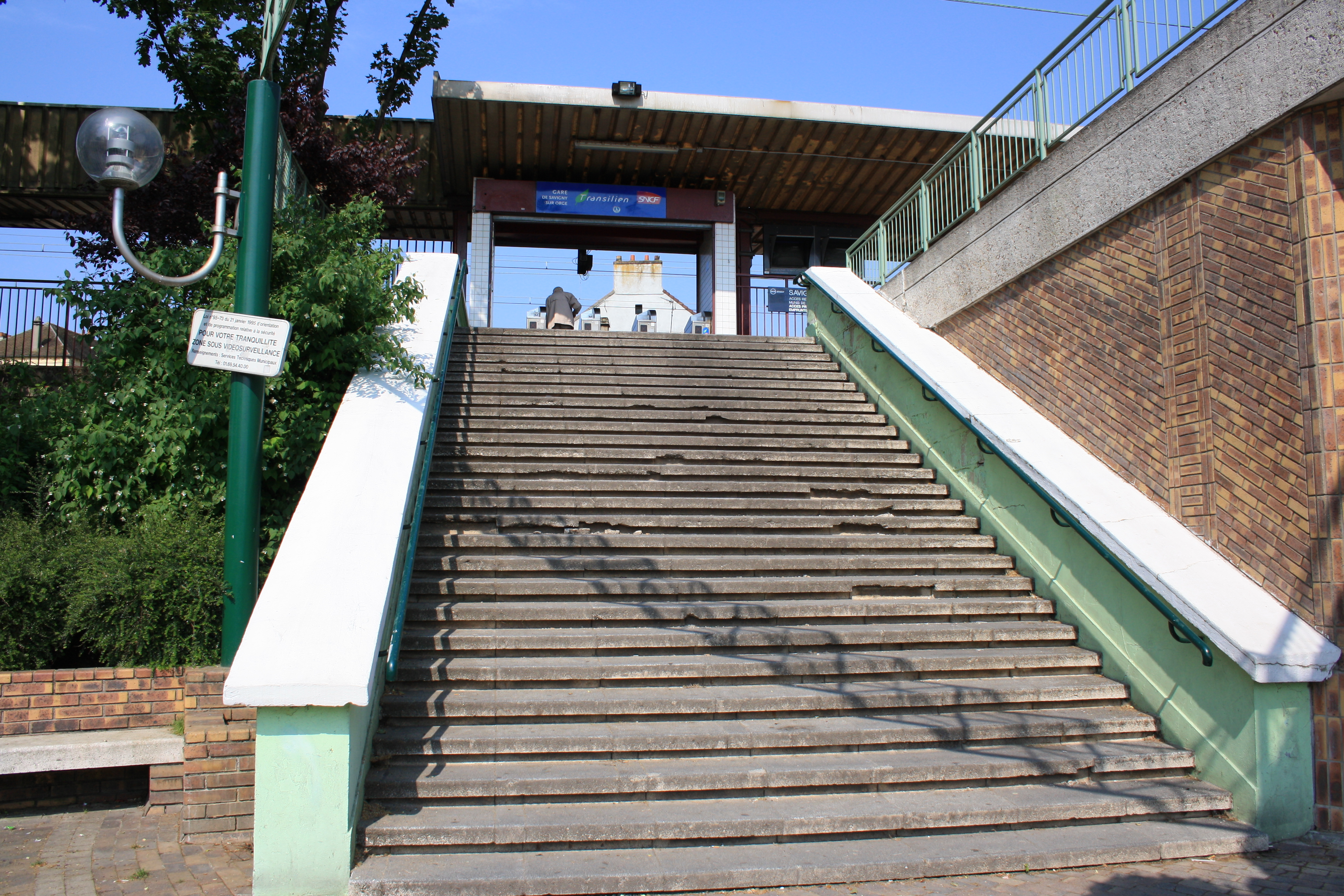
Acesso ao local Davout.
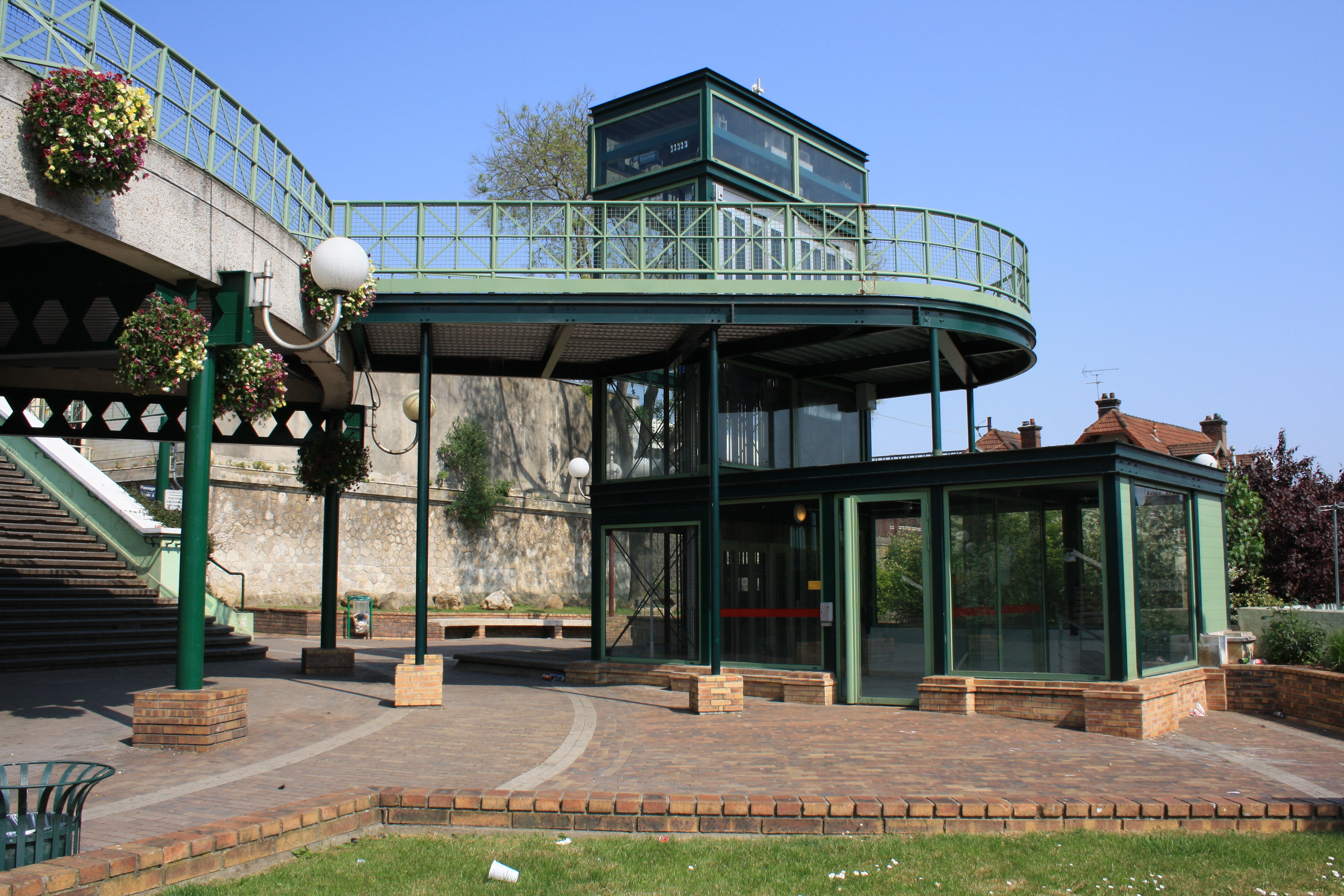
Acesso ao local Davout.

## Patrimônio ferroviário
O edifício de passageiros em serviço é aquele construído em 1903-1904, com um friso em mosaico típico dos edifícios erguidos pela companhia do PO durante o lançamento das quatro vias da linha.